# Kees Hofker

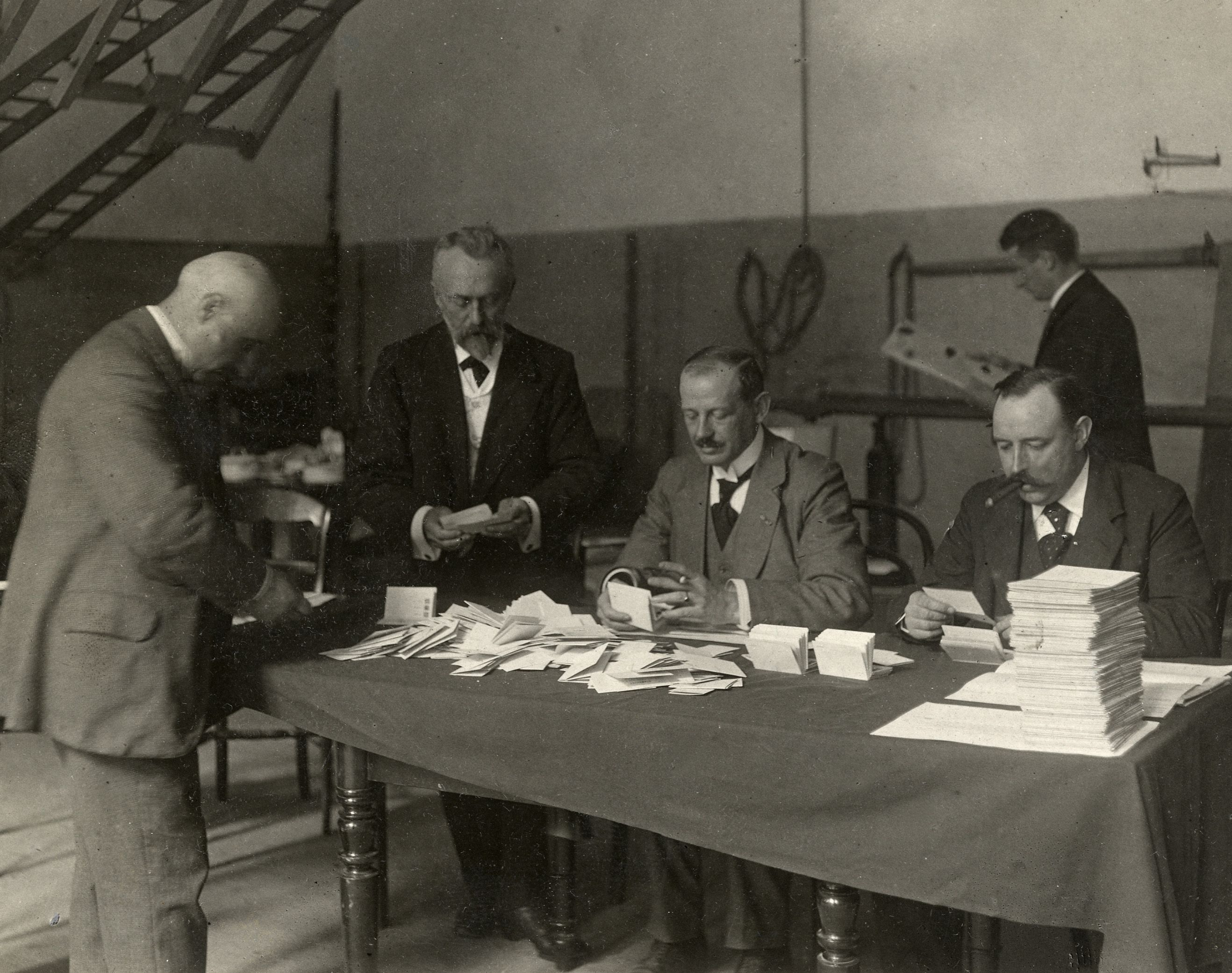
Hofker fotografeerde voor Het Leven het tellen van de stemmen in een Amsterdams stembureau bij de verkiezingen van 1913.

Cornelis Johan (Kees) Hofker (Paramaribo, 23 november 1886 – Rondebosch (Kaapstad, Zuid-Afrika), 18 december 1936) was een Nederlandse persfotograaf.

## Loopbaan
Vanaf 1906 werkte Kees Hofker als persfotograaf, eerst freelance, later in vaste dienst van Het Leven. Meer dan 25 jaar lang doorkruiste hij Amsterdam met zijn camera en bracht hij de stad en het leven van Amsterdammers in vele duizenden foto’s in beeld. Omdat hij aan ischias leed, viel het lopen hem zwaar en verplaatste hij zich vaak per fiets. Onder Amsterdammers stond hij bekend als ‘de fotograaf van Het Leven’ en als ‘de man met de baard’ (Hofker beschikte over een imposante baard). Als socialist (hij was lid van de SDAP) achtte hij vakorganisaties van belang en hij stond aan de wieg van de in januari 1931 opgerichte Nederlandsche Vereeniging van Persfotografen, waarvan hij de eerste voorzitter werd.
In 1935 werd hij wegbezuinigd bij Het Leven en ging hij verder als freelancer. Dat lukte maar moeizaam en in september 1936 vertrok hij naar Zuid-Afrika om daar een nieuw bestaan op te bouwen. Zijn vrouw en drie dochters bleven nog achter in Amsterdam. Nauwelijks drie maanden later kwam Hofker om bij een treinongeluk in Rondebosch (Kaapstad) op 18 december 1936.
Hofker maakte nagenoeg alle foto’s voor het monumentale, 623 pagina’s tellende boekwerk Amsterdam zooals het leeft en werkt van J.C.E. Sand en Piet Bakker (Amsterdam: Scheltens & Giltay, 1933). Hij noemde het zijn levenswerk.

## Familie
Hofker trouwde in 1914 met Janna Christina Erkens (1888-1941), met wie hij drie dochters kreeg.